# シュテファン3世 (バイエルン公)
シュテファン3世（Stephen III., 1337年 - 1413年9月26日）は、14世紀の下バイエルン＝ランツフート公、上バイエルン＝インゴルシュタット公。シュテファン2世とシチリア王フェデリーコ2世の娘イザベッラの長男。神聖ローマ皇帝ルートヴィヒ4世の孫、フリードリヒ、ヨハン2世の兄、フランス王妃イザボー・ド・バヴィエールの父である。

## 生涯
1375年、父の死に伴い領土を弟のフリードリヒ、ヨハン2世と共に相続した。1392年には領土を3分割し、シュテファン3世はインゴルシュタットを、フリードリヒはランツフートを、ヨハン2世はミュンヘンを治めることになった。1395年にヨハン2世と争うが、1397年にヨハンが死去したため、その領土を併合しようとしてヨハンの2人の遺児エルンスト、ヴィルヘルム3世とも対立、1398年、プファルツ選帝侯ループレヒト3世の仲裁で一旦和睦、1402年に最終的に相続を放棄した。1410年に父が逃したチロルに攻め込んだが、こちらも失敗した。
1413年に死去し、ルートヴィヒ7世が後を継いだ。

## 家族
1364年10月13日にミラノ僭主ベルナボ・ヴィスコンティの娘タデアと結婚した。
1. ルートヴィヒ7世（1365年 - 1447年）[1] - バイエルン公
2. イザベラ（1370年頃 - 1435年）[1] - 1385年にフランス王シャルル6世と結婚[2]。

1401年1月16日にクレーフェ伯・マルク伯アドルフ3世の娘エリーザベトと再婚した。子供はいない。